# Porter Hall
Pour les articles homonymes, voir Hall.
Porter Hall est un acteur américain né le 19 septembre 1888 à Cincinnati, Ohio (États-Unis), mort le 6 octobre 1953 à Los Angeles (Californie).

## Filmographie
- 1931 : Secrets of a Secretary : Drunk
- 1931 : The Cheat : Leslie
- 1934 : L'Introuvable (The Thin Man) : Herbert MacCaulay
- 1934 : Murder in the Private Car (en) d'Harry Beaumont : Alden Murray
- 1935 : The Case of the Lucky Legs : Colonel Bradbury
- 1936 : La Vie de Louis Pasteur (The Story of Louis Pasteur) : Dr. Rossignol
- 1936 : La Forêt pétrifiée (The Petrified Forest) : Jason Maple
- 1936 : Enfants abandonnés (Too Many Parents) de Robert F. McGowan : Mrs. Saunders
- 1936 : Snowed Under : Producer Arthur Layton
- 1936 : Une princesse à bord (The Princess Comes Across) : Robert M. Darcy
- 1936 : And Sudden Death : District Attorney
- 1936 : Satan Met a Lady : Ames
- 1936 : Le général est mort à l'aube (The General Died at Dawn) de Lewis Milestone : Peter Perrie / Peter Martin
- 1936 : Une aventure de Buffalo Bill (The Plainsman) : Jack McCall
- 1936 : Let's Make a Million : Spencer
- 1937 : Wild Money : Bill Court
- 1937 : Bulldog Drummond Escapes : Norman Merridew
- 1937 : L'Homme qui terrorisait New York (King of Gamblers) : George Kramer
- 1937 : Place aux jeunes (Make Way for Tomorrow) : Harvey Chase
- 1937 : Hotel Haywire : Judge Newhall
- 1937 : Âmes à la mer (Souls at Sea) : Court Prosecutor
- 1937 : This Way Please : S.J. Crawford
- 1937 : La Folle Confession (True Confession) : Mr. Hartman, Prosecutor
- 1937 : Une nation en marche (Wells Fargo) de Frank Lloyd : James Oliver
- 1938 : Scandal Street (en) de James P. Hogan : James Wilson
- 1938 : Dangerous to Know de Robert Florey : Maire Bradley
- 1938 : Bulldog Drummond's Peril : Dr Botulian
- 1938 : Stolen Heaven : Von
- 1938 : Prison Farm : Supt. Chiston R. Bradby
- 1938 : Les Hommes volants (Men with Wings) de William A. Wellman : Hiram F. Jenkins
- 1938 : King of Alcatraz : Matthew Talbot
- 1938 : The Arkansas Traveler : Mayor Daniels
- 1938 : Tom Sawyer détective (Tom Sawyer, Detective) de Louis King : l'oncle Silas
- 1939 : Grand Jury Secrets : Anthony Pelton
- 1939 : They Shall Have Music : Flower
- 1939 : Monsieur Smith au Sénat (Mr. Smith Goes to Washington) : Sen. Monroe (objecting to frivolity)
- 1939 : Henry Goes Arizona : Banker Edward G. Walsh
- 1940 : La Dame du vendredi (His Girl Friday) d'Howard Hawks : Murphy, reporter
- 1940 : L'Escadron noir (Dark Command) : Angus McCloud
- 1940 : Sur la piste des vigilants (Trail of the Vigilantes) d'Allan Dwan : Shérif Korley
- 1940 : Arizona : Lazarus Ward
- 1941 :  The Parson of Panamint (en) de William C. McGann : Jonathan Randall
- 1941 : Les Voyages de Sullivan (Sullivan's Travels) : Mr. Hadrian
- 1942 : Mr. and Mrs. North : District Attorney George Heyler
- 1942 : André et les Fantômes (The Remarkable Andrew) de Stuart Heisler : Chief Clerk Art Slocumb
- 1942 : Butch Minds the Baby : Brandy Smith
- 1943 : A Stranger in Town : Judge Austin Harkley
- 1943 : Les Desperados (The Desperadoes) Charles Vidor : Banker Stanley Clanton
- 1943 : La Loi du Far West (The Woman of the Town) : Mayor Dog Killey
- 1944 : Miracle au village (The Miracle of Morgan's Creek), de Preston Sturges : Justice of the Peace
- 1944 : L'Amour cherche un toit (Standing Room Only) : Hugo Farenhall
- 1944 : La Route semée d'étoiles (Going My Way) : Mr. Belknap
- 1944 : The Great Moment : Président Franklin Pierce
- 1944 : Assurance sur la mort (Double Indemnity) : Mr. Jackson
- 1944 : The Mark of the Whistler : Joe Sorsby
- 1945 : L'Or et les Femmes (Bring on the Girls) : Dr. Efrington
- 1945 : Du sang dans le soleil (Blood on the Sun) de Frank Lloyd : Arthur Bickett
- 1945 : Un héritage sur les bras (Murder, He Says) de George Marshall : Mr. Johnson
- 1945 : L'Apprentie amoureuse (Kiss and Tell) : Bill Franklin
- 1945 : Week-end au Waldorf (Week-End at the Waldorf) : Stevens
- 1947 : Le Miracle de la 34e rue (Miracle on 34th Street) : Granville Sawyer
- 1947 : Singapour (Singapore) : Mr. Gerald Bellows
- 1947 : Les Conquérants d'un nouveau monde (Unconquered) : Leach
- 1948 : L'Extravagante Mlle Dee (You Gotta Stay Happy) : Mr. Caslon
- 1948 : Scandale en première page (That Wonderful Urge) : Attorney Ketchell
- 1949 : Chicken Every Sunday : Sam Howell
- 1949 : Mam'zelle mitraillette (The Beautiful Blonde from Bashful Bend) : Judge Alfalfa J. O'Toole
- 1949 : L'Intrus (Intruder in the Dust) : Nub Gowrie
- 1951 : Le Gouffre aux chimères (Ace in the Hole) de Billy Wilder : Jacob Q. Boot
- 1952 : La Peur du scalp (The Half-Breed) de Stuart Gilmore : Kraemer, Indian Agent
- 1952 : L'Homme à la carabine (Carbine Williams) : Sam Markley
- 1952 : Holiday for Sinners : Louie
- 1953 : Le Triomphe de Buffalo Bill : Jim Bridger
- 1953 : Investigation criminelle (Vice Squad) d'Arnold Laven : Jack Hartrampf
- 1954 : Return to Treasure Island : Maximillian Harris